# Saint-Aimé
Saint-Aimé är en kommun i den kanadensiska provinsen Québec. Den ligger i regionen Montérégie, i den sydöstra delen av landet, 220 km öster om huvudstaden Ottawa.